# Wolfgang Schivelbusch
Wolfgang Schivelbusch (Berlín; 26 de noviembre de 1941-Berlín; 26 de marzo de 2023) fue un periodista e historiador alemán. 

## Biografía
Estudió literatura, sociología y filosofía en Fráncfort del Meno y desde 1973 residió en Nueva York y Berlín. Se le conoce sobre todo por sus trabajos sobre mentalidades. En el año 2003 recibió el premio Heinrich Mann que otorga la Academia de las Artes de Berlín.
Por su trabajo de 1977 Geschichte der Eisenbahnreise recibió el "Deutschen Sachbuchpreis"; en el año 2005 recibió el "Wissenschaftspreis der Aby-Warburg-Stiftung" y en el 2013 el "Lessing-Preis der Freien und Hansestadt Hamburg".

## Obra
- Sozialistisches Drama nach Brecht: 3 Modelle, Peter Hacks, Heiner Müller, Hartmut Lange (1974)
- Geschichte der Eisenbahnreise: Zur Industrialisierung von Raum und Zeit im 19.Jahrhundert (1977)
- Das Paradies, der Geschmack und die Vernunft: Eine Geschichte der Genussmittel (1980)
- Intellektuellendämmerung: Zur Lage der Frankfurter Intelligenz in den zwanziger Jahren (1982)
- Lichtblicke: Zur Geschichte der künstlichen Helligkeit im 19. Jahrhundert (1983)
- Eine wilhelminische Oper (1985)
- Die Bibliothek von Löwen: Eine Episode aus der Zeit der Weltkriege (1988)
- Licht, Schein und Wahn: Auftritte der elektrischen Beleuchtung im 20. Jahrhundert (1992)
- Vor dem Vorhang. Das geistige Berlin 1945–1948 (1995)
- Die Kultur der Niederlage: Der amerikanische Süden 1865, Frankreich 1871, Deutschland 1918 (2001)
- Entfernte Verwandtschaft: Faschismus, Nationalsozialismus, New Deal 1933–1939 (2005)